# Фролов, Михаил Алексеевич
Михаи́л Алексе́евич Фроло́в (20 ноября 1922, Куликово, Тамбовская губерния — 26 мая 1999, Минск) — подполковник Советской Армии, участник Великой Отечественной войны, Герой Советского Союза (1945).

## Биография
Михаил Фролов родился 20 ноября 1922 года в селе Куликово (ныне — Усманский район Липецкой области). После окончания начальной школы переехал в Воронеж, окончил там среднюю школу, занимался в аэроклубе.
В 1940 году Фролов был призван на службу в Рабоче-крестьянскую Красную Армию. В 1942 году он окончил Балашовскую военную авиационную школу лётчиков. С августа 1943 года — на фронтах Великой Отечественной войны.
К апрелю 1945 года лейтенант Михаил Фролов командовал эскадрильей 657-го штурмового авиаполка 196-й штурмовой авиадивизии 4-го штурмового авиакорпуса 3-й воздушной армии 2-го Белорусского фронта. К тому времени он совершил 98 боевых вылетов на штурмовку скоплений боевой техники и живой силы противника, принял участие в 23 воздушных боях, сбив 1 вражеский самолёт лично и ещё 2 — в составе группы.
После окончания войны Фролов продолжил службу в Советской Армии. В 1945 году он окончил Высшие лётно-тактические курсы, в 1953 году — Военно-воздушную академию. В 1978 году в звании подполковника Фролов был уволен в запас. Проживал и работал в Минске.
Ушёл из жизни 26 мая 1999 года. Похоронен на Северном кладбище города Минска.

## Награды
Указом Президиума Верховного Совета СССР от 18 августа 1945 года за «мужество и героизм, проявленные на фронте борьбы с немецкими захватчиками», лейтенант Михаил Фролов был удостоен высокого звания Героя Советского Союза с вручением ордена Ленина и медали «Золотая Звезда» за номером 8690.
Был также награждён двумя орденами Красного Знамени, двумя орденами Отечественной войны I степени, орденами Отечественной войны II степени, Красной Звезды, «За службу Родине в Вооружённых Силах СССР» III степени, рядом медалей.
15 апреля 1999 года Указом Президента Республики Беларусь был награждён Орденом «За службу Родине» II степени.